# Murad Nuchkadijew
Murad Abdusałamowicz Nuchkadijew (ros. Мурад Абдусаламович Нухкадиев; ur. 15 marca 1994) – rosyjski zapaśnik startujący w stylu wolnym. Drugi w Pucharze Świata w 2014. Wicemistrz akademickich MŚ w 2018. Wygrał ME U-23 w 2016 roku.
Trzeci na mistrzostwach Rosji w 2014 i 2016 roku.